# Grand-Castang
Grand-Castang ist eine frühere französische Gemeinde mit zuletzt 108 Einwohnern (Stand 1968) im Département Dordogne in der Region Nouvelle-Aquitaine (vor 2016: Aquitanien). 
Am 1. Januar 1973 schlossen sich die Gemeinden Mauzac-et-Saint-Meyme-de-Rozens und Grand-Castang zur neu entstandenen Gemeinde Mauzac-et-Grand-Castang zusammen, wobei Grand-Castang den Status einer Commune associée erhielt.

## Geographie
Grand-Castang liegt ca. 25 km östlich von Bergerac im Gebiet Bergeracois der historischen Provinz Périgord an der Grenze zum Gebiet Périgord noir und bildet heute den nördlichen Bereich von Mauzac-et-Grand-Castang.

## Toponymie
Toponyme und Erwähnungen von Grand-Castang waren:
- Locus de Grandi Castanho (1244, Schriftensammlung des Abbé de Lespine),
- Grand Castang (13. Jahrhundert, Kirchenregister),
- Grandis Castanea (1365, Schriftensammlung des Abbé de Lespine, Kastellanei des Périgord),
- Grand Castang (1750 und 1793, Karte von Cassini bzw. Notice Communale),
- Grand-Caslang (1801, Bulletin des Lois),
- Grand-Castang (1873, Dictionnaire topographique du département de la Dordogne).[2][3][4]

## Einwohnerentwicklung
Nach Beginn der Aufzeichnungen stieg die Einwohnerzahl bis zur zweiten Hälfte des 19. Jahrhunderts auf einen Höchststand von rund 230. In der Folgezeit sank die Einwohnerzahl bei kurzen Erholungsphasen bis nach dem Zweiten Weltkrieg auf rund 90 Einwohner, bevor sie bis zur Auflösung moderat stieg.
| Jahr      | 1962 | 1968 |
| --------- | ---- | ---- |
| Einwohner | 109  | 108  |

## Sehenswürdigkeiten

### PfarrkircheSaint-Pierre et Saint-Paul
Der Glockenturm der Kirche ist ein ehemaliger Wehrturm, dessen Hälfte im Inneren aus dem 12. Jahrhunderts, außen aus dem 14. Jahrhundert datiert. Bei einer Ausgrabung wurden unlängst fünf Stufen einer Treppe gefunden, die einst von Boden bis zum Wehrgang des Turms führte. Der lokalen Überlieferung nach gehörte der Turm einer Komturei, genannt „des großen Kastanienbaums“, die dem halb geistlichen, halb militärischen Orden Saint-Antoine de Guyenne unterstand.